# CLUTCH (アルバム)
『CLUTCH』（クラッチ）は、SHAKALABBITSの2枚目のアルバムである。

## 概要
- 初回盤はデジパック仕様である。
- CCCD。

## 収録曲
作詞：UKI　作曲：MAH(1-4,6,8-13)、MAH&UKI(5,7)
1. CAN'T ESCAPE THE CHOCOLATE SYRUP(3:26)
2. マッシュルームキャットナンバープレート(3:07)
3. WISH OF A VAMPIRE(3:31)
4. MONSTER TREE(4:23)
5. IT'S OUR SECRET(3:30)
6. candy ball(3:56)
7. 「ポビーとディンガン」(3:43)
8. Pivot(2:35)
9. admire(3:12)
10. g★s★g(3:58)
11. SPICE!(2:55)
12. 星空の下で(3:36)
13. COMEBACK ANYTIME (2:28)

ブランク後にボーナストラック「anniversary」が収録されている。